# Pacaya
Pacaya – czynny wulkan w południowej Gwatemali w departamencie Escuintla. Wznosi się na wysokość 2569 m n.p.m. Leży na terenie parku narodowego „Volcano Pacaya and Laguna de Calderas” w paśmie Sierra Madre de Chiapas.
W promieniu 30 km od wulkanu żyje ponad dwa miliony osób, w tym mieszkańcy stolicy państwa – Gwatemali.

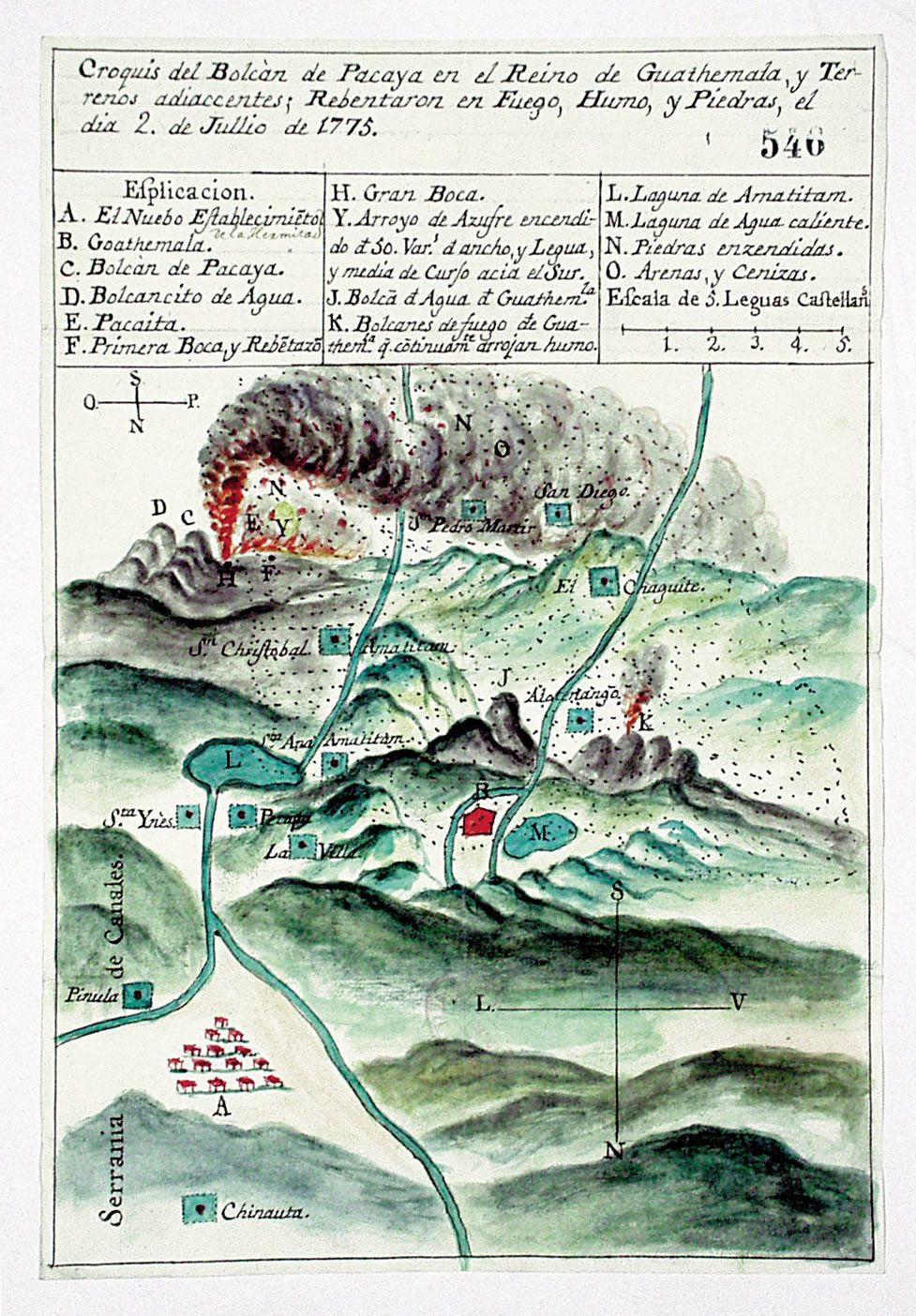
Ilustracja erupcji z 1775
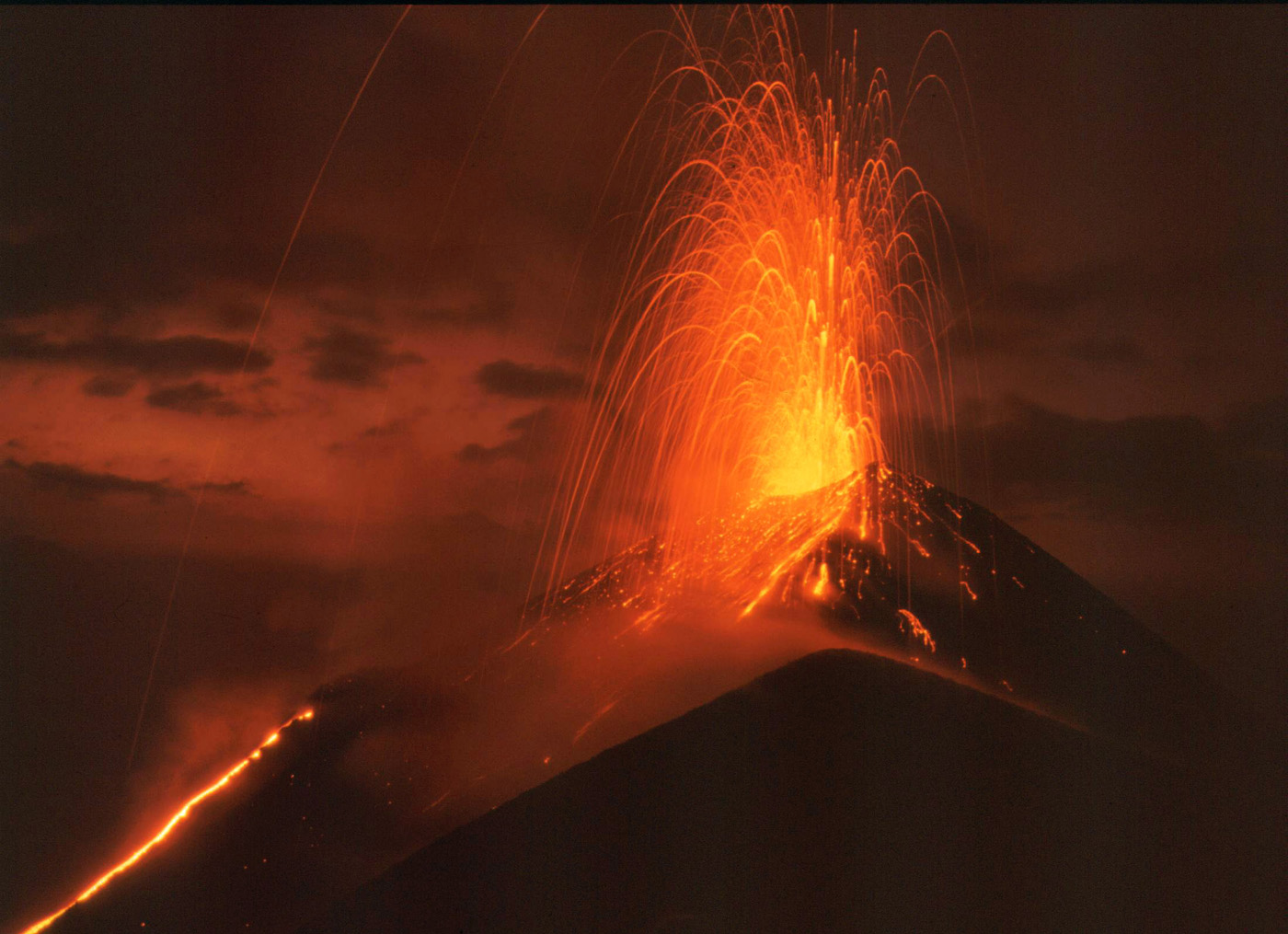
Erupcja strombolijska
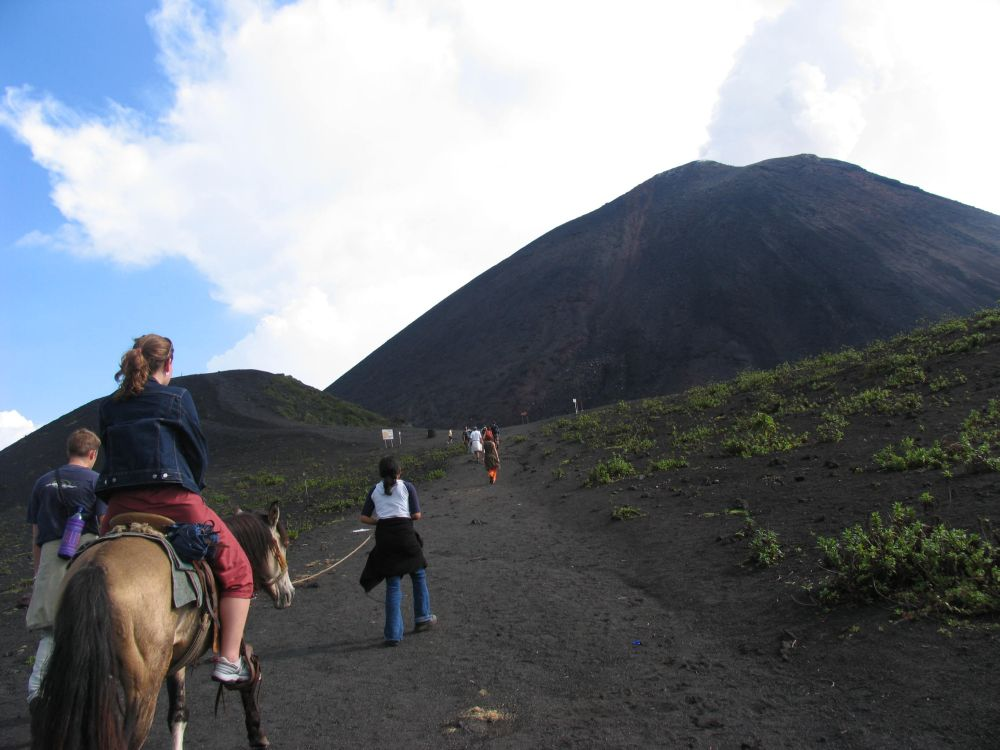
Szlak turystyczny
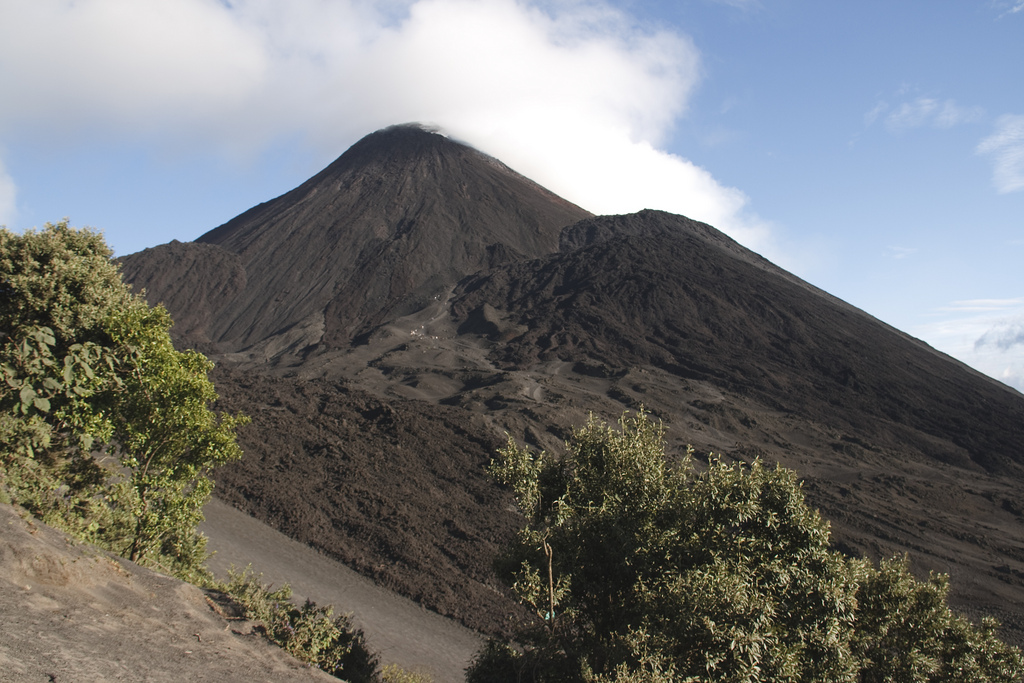
Stożek wulkanu